# Birokracija
Birokratizem (iz francoščine bureau - prevleka uradniškega stola, urad, uradno osebje, in grško χρατεω, hrateo - vladati) je sistem v upravi, v katerem dominira formalizem in slepo sledenje predpisom brez občutka za njihov smisel in ne glede na resnične potrebe v konkretni situaciji. Značilen je za izkoriščevalske družbene sisteme in zaradi svoje nehumane težnje podreja ljudske zahteve državnemu in upravnemu aparatu.

## Kritika birokratizma
Kritiko birokratizma med drugim vsebuje marksizem oziroma misel Karla Marxa. Slednji je birokracijo opisal kot »državno zavest«, »državno moč«, »splošni interes«, ki ga birokracija pripisuje sama sebi. Marx je med drugim dejal:
»Birokracija ceni samo sebe kot zadnji, skrajni cilj države. Ker svoje 'formalne' cilje pretvarja v svojo vsebino, je povsod v navzkrižju z 'resničnimi' cilji. Prisiljena je formalnost predstavljati za vsebino in vsebino za formalnost. Cilji države postajajo cilji birokracije ali pa se birokratski cilji spreminjajo v cilje države. Birokracija je krog, ki ga nihče ne more zapustiti. Njena hierarhija je hierarhija znanja. Vrhovi se zanašajo na nižje ravni na področjih posameznih znanj, nižje ravni pa na vrhovom zaupajo vse, kar je splošnega, in se na tak način medsebojno ujemajo. Birokracija je imaginarna država, vzporedna resnični državi, je duhovnost države.« 
Marksizem nasprotuje birokratizmu, ker: je splošni duh birokracije skrivnost, ki se v njej prekriva zaradi hierarhije, navzven pa deluje kot zaprta korporacija; ker potemtakem nasprotuje javnemu mnenju, ki je zanje izdaja te skrivnostnosti; v njej sami pa se duhovnost spreminja v grobi materializem, materializem pa v pasivno pokornost, vero v avtoriteto, mehanizem krutega formalnega delovanja, gotovih načel, dojemanja in tradicij.